# Театральний інститут імені Збігнєва Рашевського
Театральний інститут імені Збігнєва Рашевського (пол. Instytut Teatralny im. Zbigniewa Raszewskiego) — польська державна культурна установа, створена з метою документування, популяризації та анімації театрального життя в Польщі. Штаб-квартира розташована у Варшаві за адресою вул. Йезд 1.

## Опис
Інститут реалізує та підтримує науково-дослідні, освітні й видавничі проєкти, присвячені театру. Серед ключових напрямів діяльності:
- ведення архіву сучасного театру (Майстерня документації Барбари Краснодембської) — найбільшої театральної колекції в Польщі;
- управління інтернет-порталом e-teatr.pl, присвяченим польському театру;
- створення та оновлення онлайн-ресурсу «Енциклопедія польського театру»;
- функціонування бібліотеки, медіатеки та спеціалізованої книгарні «Prospero».

Інститут є координатором та співорганізатором низки театральних програм і проєктів, реалізованих за підтримки Міністерства культури та національної спадщини Польщі:
- Національний конкурс постановки польського сучасного мистецтва;
- конкурс «Klasyka Żywa» — за постановку класичних творів польської літератури;
- програма мобільного театру «Teatr Polska»;
- освітньо-театральна програма «Літо в театрі» (Lato w teatrze);
- конкурс театральної фотографії;
- День публічного театру (Dzień Teatru Publicznego).

## Архів та колекції
У стінах Інституту зберігається тематичний архів, що охоплює документацію сучасного польського театру, зокрема:
- газетні вирізки, рецензії, статті;
- театральні програми, афіші, фотоматеріали;
- документи, пов’язані з театральними сценами, фестивалями, школами;
- приватні архіви митців та архіви установ.

Оцифровані матеріали поступово публікуються на платформі «Енциклопедія польського театру» у вільному доступі.

## Історія та керівництво
Інститут названо на честь проф. Збігнєва Рашевського — видатного польського інтелектуала, історика театру, письменника й педагога.
- У 2003–2013 роках директором Інституту був театрознавець Мацей Новак.
- У 2014–2018 роках установу очолювала Дорота Бухвальд.
- У 2019–2024 роках директоркою була Ельжбета Вротновська-Ґмиз.
- Із 2024 року директором є Юстина Чарнота-Міштал.